# Nephargynnis loma
Nephargynnis loma är en fjärilsart som beskrevs av Condamin 1971. Nephargynnis loma ingår i släktet Nephargynnis och familjen praktfjärilar. Inga underarter finns listade i Catalogue of Life.